# 2006年哥斯达黎加大选

大選候選人得票比率狀況

哥斯達黎加2006年2月5日举行总统暨国会选举。这次总统选举共有十四位候选人。
- 国家自由党候选人——奥斯卡·阿里亚斯·桑切斯，前总统（1986-1990）、1987年诺贝尔和平奖得主
- 公民行动党候选人——奥通·索利斯·法亚斯，前计划部长、经济学家
- 奥托·格瓦拉
- 理卡多·托莱多
- 安东尼奥·阿尔瓦雷斯

2月7日，前总统阿里亚斯获得86%的选票中的40.5%的选票，而他的对手索利斯获得40.2%的选票。两名主要候选人得票率只相差0．2个百分点，最高选举委员会6日晚决定重新进行人工计票。3月7日，最高选举法院宣布，前总统奥斯卡·阿里亚斯·桑切斯在大选中胜出，当选为新一届总统。最终计票结果显示，阿里亚斯获得40.92%的选票。奥通·索利斯·法亚斯则以39.8%的得票率屈居第二。 Archive.today的存檔，存档日期2013-04-28